# Fernando Giner
Fernando Giner Gil (Alboraya, 31 dicembre 1964) è un allenatore di calcio ed ex calciatore spagnolo, di ruolo difensore.

## Carriera

### Club
Ha sempre giocato nel campionato spagnolo.

### Nazionale
Con la maglia della Nazionale ha collezionato 11 presenze tra il 1991 e il 1993.

## Palmarès

### Giocatore

#### Competizioni nazionali
- Segunda División: 1

Valencia: 1986-1987